# غازیان (جماعت)
غازیان جماعت و شهرکی در شمال غربی تاجیکستان است که در ناحیهٔ باباجان غفورف ولایت سغد قرار دارد. جمعیت این جماعت ۱۳٬۷۵۶ نفر است.